# Jacques Nannan
Jacques Nannan, né en 1928 à Forest et mort en 2008 à Ixelles (région de Bruxelles-Capitale), est un graveur, affichiste, dessinateur et illustrateur multidisciplinaire belge.

## Biographie
Jacques Nannan naît en 1928 à Forest.
Il suit les cours de Joris Minne à La Cambre, à l'instar de Pierre Alechinsky.
En passant par le théâtre — il participe à plusieurs troupes théâtrales, comme les Comédiens des Grand'Places, la Poubelle, le Kiosque-à-musique, le Théâtre de l'Hôtel de Brabant —, le mime, la publicité, participant également à la réalisation de courts métrages, il côtoye de nombreux artistes, comme Barbara, et fait partie du foisonnement culturel et artistique de Bruxelles dans les années 1940-1950, avec notamment, son ami Jo Dekmine. Il fait une longue carrière dans l'enseignement dont notamment à l'académie d'Etterbeek. En 2005, il publie un recueil de poèmes aux éditions Le Cri, Sans rimes, ni raison, préfacé par Jo Dekmine.
Sur le plan artistique, il participe à de nombreuses expositions collectives dont l'Exposition internationale de 1958 et, il collabore à des groupes d'artistes comme Graphisme 50 et GRYDAY.

### En bande dessinée
De 1961 à 1965, il publie dans Pionnier le supplément jeunesse du quotidien Le Peuple, des planches hebdomadaires de bande dessinée pour les tout-petits.

## Illustrations
- Affiche du cabaret-théâtre du Cheval Blanc annonçant un spectacle de Barbara[6].